# 马尼拉 (犹他州)
马尼拉（英文：Manila），是美国犹他州达盖特县下属的一座城市。建市于 1898年，面积大约为0.87平方英里（2.3平方公里），海拔约为6,348英尺（1,935米）。根据2010年美国人口普查，该市有人口310人。